# Station Porajów
Station Porajów is een spoorwegstation in de Poolse plaats Porajów.